# Мичио Јасуда
Мичио Јасуда (јап. 保田 道夫; 10. новембар 1949) јапански је фудбалер.

## Каријера
Током каријере играо је за Nippon Steel.

## Репрезентација
За репрезентацију Јапана дебитовао је 1979. године.

## Статистика
| Јапан  | Јапан | Јапан |
| Год.   | Ута.  | Гол.  |
| ------ | ----- | ----- |
| 1979   | 1     | 0     |
| Укупно | 1     | 0     |